# Rocs del Solà de Baiarri
Els Rocs del Solà de Baiarri és una formació rocosa que forma una cinglera del terme de Conca de Dalt, dins de l'antic municipi de Claverol, a de l'enclavament dels Masos de Baiarri, al Pallars Jussà.
Estan situats a la part nord del terme municipal i de l'enclavament, al nord-oest del que fou nucli dels Masos de Baiarri. És a la dreta del barranc de Llabro i al nord-est del Solà de Baiarri. A una mica més de distància al nord s'estén l'Obaga de Baiarri.
En el seu extrem sud-est es troba la Roca del Pubill i la Collada de les Bordes, i en el nord-oest, el Coll de la Carbonera.